# Точилкін Марк Михалович
Марк Точилкін (нар. 1958, Дніпропетровськ, УРСР) — художник і скульптор, відомий своїми портретами та пейзажами. Член Спілки художників СРСР.

## Біографія
Марк Точилкін народився в 1958 році в місті Дніпропетровськ в родині інженера. Хлопець рано відкрив у собі потяг до живопису.
У 1977 році закінчив Дніпропетровський художній інститут. У 1977—1983 роках навчався у Ленінградській академії мистецтв, де займався живописом по шість годин на день, та брав додаткові уроки з теорії мистецтва. Захистив ступінь доктора мистецтвознавства. Навчання в академії було орієнтоване на класичний реалістичний підхід. Після закінчення навчання увійшов до Спілки художників СРСР. Брав участь у великій кількості персональних та групових виставок.
Стиль Точилкіна змінився після закінчення навчання. Крім впливу італійського академічного живопису та іспанського живопису, в картинах почали з'являтися сміливі мазки пензля та великі кольорові плями. Точилкін прийняв унікальний спосіб вираження, який плюрастично поєднує кілька стилів. У своїх картинах він наполягає на повній гармонії та збалансованій композиції.

### Особисте життя
У 1984 році він одружився з українською художницею Інною Білоус, з якою він співпрацював, створивши серію робіт, які поєднують специфічну техніку Білоус з композицією Точилкіна.

## Кар'єра
На початку 1990-х його роботи художника були виставлені в Детройтському художньому музеї, а також в Лонг-Айленд, США; в музеї університету Камеріно, Італія; в музеї Гейдельберзького університету, Німеччина; в Ужгородському музеї в Україні; і на міжнародних ярмарках сучасного мистецтва, таких як Art Miami або Art New York, а також у багатьох художніх галереях Європи та Сполучених Штатів. Його роботи експонувалися в Україні, Росії, Польщі, Бельгії, США, Німеччині та Ізраїлі.
Точилкин досяг успіху, і його роботи продавалися на великих аукціонах (Christie's в Лондоні) з середини 1990-х років.
У 1995 році брав участь у благодійному розпродажі на користь асоціації АКІМ на Sotheby's разом з іншими особистостями, серед яких Роберт Де Ніро, Вупі Голдберг, Іцхак Рабін, Олівер Стоун, Дієго Марадонна. Наступного року взяв участь у новому благодійному розпродажі в Нью-Йорку на користь асоціації AKIM США разом з іншими особистостями, такими як Джеймс Браун, Патрік Брюель, Філ Коллінз або навіть Беньямін Нетаньяху.
У 1998 році відбулася його персональна виставка в галереї у Флориді.
У 1999 році художник брав участь у виставці разом з іншими художниками Паризької школи.
У 2002 році починає займатися скульптурою. Він винаходить спеціальний процес фарбування своїх бронзових скульптур.
У 2015 році починає співпрацю з художником Арманом Даріаном, вірменським керамістом. Їхні бронзові скульптури три роки поспіль виставляються на авеню Мамілла в Єрусалимі.

## Специфіка творчості
Мистецтвознавець Григорій Островський, професор Єрусалимського університету, вважає: «Однією з визначальних характеристик творчості Точилкіна є видатна техніка і високий професіоналізм, виявлені в його живописі, пластичному мистецтві, малюнку та композиції». Творчість Точилкіна характеризується постійним поверненням до цих самих тем через перерви в кілька років. Одна й та сама тема завжди придумує різний підхід, художник варіює композиції. Музика і музиканти займають особливе місце в серії художника. Серед героїв митця — такі відомі музиканти, як Нікколо Паганіні, Артур Рубінштейн, Леонард Бернштейн і Давид Ойстрах. Ще один інноваційний прийом, розроблений Марком Точилкіним, — це введення рамок, намальованих у структурі самої картини. Ці рами позолочені та рясніють ошатними сувоями в стилі бароко. Цей прийом видається ефективнішим: подвійна рамка (одна реальна, інша — ілюзія) ніби розширює межі картини, створюючи таким чином захоплюючу взаємодію між зображенням і самим глядачем.
Роботам художника властиві гумор і співчуття, він підходить до своїх сюжетів з любов'ю та іронією. Мистецтво Точилкіна відображає його характер і натуру, «які самі по собі змішані в рівній мірі доброта і витонченість».
Марк Точилкін відомий унікальним способом вираження, який плюралістично поєднує кілька стилів. Його техніка потребує 3-4 місяців, щоб кожен шар висох, перш ніж продовжити картину, а це означає, що художник постійно працює над різними роботами. На відміну від художників, які «чекають на свою музу», він перебуває у напруженій і постійній робочій рутині.

## Виставки[10]
- 1987: Республіканська виставка, Київський художній музей, Київ, Україна,
- 1992: Персональна виставка, Музей Бейт-Еммануеля, Рамат-Ган, Ізраїль,
- 1993: Національна галерея, Оттава, Канада
- 1993: Галерея Альберта Уайта, Торонто, Канада
- 1996: «Оголена», персональна виставка, галерея Shulamit, Тель-Авів, Ізраїль
- 1998: персональна виставка, Caesare Gallery, Бока-Ратон, Флорида, США[11]
- 1995: «Маски», виставка та аукціон, Sotheby's, Тель-Авів, Ізраїль[12]
- 1996: «Маски», виставка та аукціон, Сотбіс, Нью-Йорк[13]
- 2002: Художній музей Мемфіса, США
- 2002: Виставка «Salon d'Automne», Париж, Франція
- 2003: Виставка «Art New York», Нью-Йорк
- 2003: Виставка «Art Miami», Маямі, США
- 2007, 2009,[14] 2015,[15] 2017:[16] Виставка «Weekend des Arts», Ванн, Франція
- 2002—2014: Виставка "Art en capita ", Grand Palais, Париж, Франція
- 2002, 2004—2013: Виставка «Salon de la Société Nationale des Beaux Arts», Carrousel du Louvre, Париж, Франція
- 2013: Виставка «Art Hamptons», Нью-Йорк
- 2015: Виставка «Малюнки», Galerie Dina Sabourin, Париж, Франція[17]
- 2016: Галерея Ейн Ход,[18] Ейн Ход, Ізраїль
- 2015—2017: Виставка «Mamilla Avenue», Єрусалим, Ізраїль,
- 2019: Виставка «Contemporary Art Fair», Париж, Франція

## Нагороди
- 1990: Переможець конкурсу живопису, Товариство українських художників, Київ, Україна[19]
- 2003: Бронзова медаль, Салон 2003, Товариство французьких художників, Париж, Франція[20]
- 2003: Consecration Prize, Міжнародний конкурс 2003, Puget-sur-Argens, Франція[21]
- 2005: Бронзова медаль, Salon National des Beaux Arts, Carrousel du Louvre, Париж, Франція[22]
- 2008: Срібна медаль, Салон 2008 Товариства французьких художників, Гран-Пале, Париж, Франція[23]

## Публікації
- «Марк Точилкін», 1997, англ., 15 стор
- «Марк Точилкін», Fine Art Galleries Eilat Editions, 1998, французька-англійська-російська, 135 стор.
- «Марк Точилкін», Fine Art Galleries Eilat Editions, 1999, французька-англійська-російська, 135 стор.
- «Марк Точилкін», компанія «Ті-Ко», Тель-Авів, Париж, Москва, 2013, французька-англійська-російська, 142 с.